# Selma Jonsson
Selma Fredrika Jonsson, född 8 augusti 1858, död 6 februari 1895, var en svensk operasångare (sopran).
Jansson var verksam vid Stora Teatern i Göteborg 1882–1883, Kungliga Operan 1884–1887 och vid Vasateatern 1887–1889, och därefter verksam som konsertsångare. 
Bland hennes roller fanns Laura i Tiggarstudenten, Rosalinda i Läderlappen, titelrollen i Boccaccio med flera operettroller. 
Hon gifte sig 1887 med skådespelaren Mauritz Grunder.